# Megaetaira madida
Megaetaira madida är en stekelart som först beskrevs av Alexander Henry Haliday 1838.  I den svenska databasen Dyntaxa används istället namnet Acrodactyla madida. Enligt Catalogue of Life ingår Megaetaira madida i släktet Megaetaira och familjen brokparasitsteklar, men enligt Dyntaxa är tillhörigheten istället släktet Acrodactyla och familjen brokparasitsteklar. Arten är reproducerande i Sverige. Inga underarter finns listade i Catalogue of Life.